# La Montaña, Tabasco
La Montaña är en ort i Mexiko.   Den ligger i kommunen Centla och delstaten Tabasco, i den sydöstra delen av landet, 700 km öster om huvudstaden Mexico City. La Montaña ligger 7 meter över havet och antalet invånare är 198.
Terrängen runt La Montaña är mycket platt. Havet är nära La Montaña norrut. Runt La Montaña är det ganska glesbefolkat, med 32 invånare per kvadratkilometer. Närmaste större samhälle är Ignacio Allende, 10,7 km öster om La Montaña. Omgivningarna runt La Montaña är en mosaik av jordbruksmark och naturlig växtlighet.